# Moviment Comunista d'Aragó
El Moviment Comunista d'Aragó (MCA) fou un partit polític aragonès, fruit de la regionalització del Moviment Comunista (MCE) a l'Aragó, que acabaria repercutint en les seves sigles.

## Història
Va ser fundat el 1972 mitjançant la fusió de l'Organització Comunista de Saragossa, sorgida a partir del Front d'Alliberament Popular, i altres grups de menor importància. Ideològicament era de caràcter maoista i exercia com a federació aragonesa del Moviment Comunista d'Espanya, però el 1977 canviaria les seves sigles per a passar a denominar-se Moviment Comunista d'Aragó.
Durant els anys 70 en la clandestinitat crea els Comitès d'Estudiants Revolucionaris de Saragossa a la Universitat de Saragossa per a formar políticament i mobilitzar als estudiants. El 1991 es va fusionar a la Lliga Comunista Revolucionària per a crear un moviment polític, social i cultural anomenat Liberazión, renunciant a aspirar a participar en la política institucional com a partit polític. Entre la militància històrica del MCA cal destacar Mercedes Gallizo Llamas per la seva rellevància política posterior a IU, PDNI i PSOE. Va ser candidata al Senat el 1979 pel MCA.

## Resultats electorals

### Eleccions generals de 1977
A les eleccions generals de 1977 hi va concórrer al costat del Partit Carlí i independents en la coalició Front Autonomista Aragonès (FAA), presentant candidatura en la circumscripció electoral de la província de Saragossa. Va obtenir els següents resultats: 
| Vots  | % província Saragossa | % Aragó | % Espanya |
| ----- | --------------------- | ------- | --------- |
| 4.906 | 1,11                  | 0,74    | 0,03      |

### Eleccions generals de 1979
A les eleccions generals de 1979 hi va concórrer en coalició amb l'Organització d'Esquerra Comunista (OIC), presentant candidatures a les tres circumscripcions electorals aragoneses per al Congrés, i en dues (Osca i Saragossa) per al Senat.
La coalició entre ambdós partits no només es va fer a Aragó sinó que va ser comuna a tot Espanya sota el nom Moviment Comunista-Organització d'Esquerra Comunista (MC-OIC).

#### Congrés
Per al Congrés va obtenir els següents resultats:
| Província d'Osca | Província d'Osca | Província d'Osca | Provincia de Terol | Provincia de Terol | Provincia de Terol | Província de Saragossa | Província de Saragossa | Província de Saragossa | Total d'Aragó | Total d'Aragó | Total d'Aragó | Total d'Espanya | Total d'Espanya | Total d'Espanya |
| Vots             | %                | Diputats         | Vots               | %                  | Diputats           | Vots                   | %                      | Diputats               | Vots          | %             | Diputats      | Vots            | %               | Diputats        |
| ---------------- | ---------------- | ---------------- | ------------------ | ------------------ | ------------------ | ---------------------- | ---------------------- | ---------------------- | ------------- | ------------- | ------------- | --------------- | --------------- | --------------- |
| 1.038            | 0,88             | -                | 249                | 0,29               | -                  | 2.747                  | 0,65                   | -                      | 4.034         | 0,64          | -             | 84.856          | 0,47            | 0               |

#### Senat
I per al Senat, els següents:
| Candidat del MC-OIC          | Circumscripció electoral | Vots  | Elegit | Posició   |
| ---------------------------- | ------------------------ | ----- | ------ | --------- |
| Alícia Francisca Mas Arrondo | Osca                     | 1.350 | NO     | 17è de 25 |
| Mercedes Gallizo Llamas      | Saragossa                | 6.332 | NO     | 25è de 35 |

### Eleccions municipals de 1979
A les eleccions municipals de 1979 hi va concórrer fusionat amb la OIC (tant a Aragó com en la resta d'Espanya) i sota les sigles MCA (a Aragó) va presentar candidatures en cinc municipis, les tres capitals més Jaca i Calataiud, obtenint uns bons resultats, ja que va assolir una acta de regidor a Osca, i uns altres sis regidors repartits entre Calataiud i Jaca. A Saragossa, van assolir bons resultats encara que no van arribar al 5% necessari per a poder optar a una acta quedant-se per tant fora de l'Ajuntament. Els resultats van ser els següents: 
| Municipi  | Província | Vots  | %     | Regidors |
| --------- | --------- | ----- | ----- | -------- |
| Calataiud | Saragossa | 1.784 | 22,80 | 4        |
| Osca      | Osca      | 1.002 | 5,80  | 1        |
| Jaca      | Osca      | 805   | 16,02 | 2        |
| Terol     | Terol     | 102   | 0,82  | 0        |
| Saragossa | Saragossa | 9.883 | 4,24  | 0        |

## Òrgans d'expressió
Com a publicacions exclusives d'àmbit aragonès publicava La Voz del Campo i Aragón Obrero y Campesino, endemés de la publicació d'àmbito espanyol Servir al Pueblo.